# Lacul fără fund Ocna Sibiului
Lacul fără fund Ocna Sibiului este o arie protejată de interes național ce corespunde categoriei a IV-a IUCN (rezervație naturală de tip geologic), situat în județul Sibiu, pe teritoriul administrativ al orașului Ocna Sibiului.

## Descriere
Rezervația naturală a fost declarată arie protejată prin Legea Nr.5 din 6 martie 2000, publicată în Monitorul Oficial al României, Nr.152 din 12 aprilie 2000 (privind aprobarea Planului de amenajare a teritoriului național - Secțiunea a III-a - zone protejate) și se întinde pe o suprafață de 0,20 hectare.
Aria naturală cunoscută și sub denumiriile de „Lacul Francisc” (după numele fostei ocne de sare) sau „Lacul Lemnelor”, are o suprafață de 0,20 ha, și reprezintă un lac cu o adâncime de 34 m, format pe locul fostei saline „Franz - Francisc”, prin prăbușirea tavanului ocnei de sare, în craterul astfel format acumulându-se ulterior apă. 
Concentrația sării în apa lacului este de 96 g/L la suprafață, ajungând până la 318 g/L în adâncime, spre deosebire de Marea Moartă a cărei salinitate este de 350 g/L, astfel în zilele însorite, datorită concentrației de sare scăzută la suprafață, razele soarelui pătrund în adâncime, încălzind particulele de sare din adâncime și dând naștere la așazisul fenomen fizic de heliotermie, constând în păstrarea căldurii înmagazinate, pentru o perioadă mai multă, față de lacurile cu apă dulce.